# Proctorville (Karolina Północna)
Proctorville – miasto w Stanach Zjednoczonych, w stanie Karolina Północna, w hrabstwie Robeson.